# Byszewice (Łódź)
Pour les articles homonymes, voir Byszewice.
Byszewice est une localité polonaise de la gmina et du powiat de Rawa Mazowiecka en voïvodie de Łódź.